# Chrysolina americana
Chrysolina americana (лат.) — вид жуков из подсемейства хризомелин (Chrysomelinae) семейства листоедов. Этот вид распространён в Восточной Европе и средиземноморском субрегионе. Жуки имеют короткие (то есть редуцированные) крылья и не способны летать, что делает невозможным расселение жуков. Основными кормовыми растениями являются розмарин лекарственный и лаванда узколистная, вторичными являются: тимьян обыкновенный, шалфей лекарственный, перовския. Перепончатокрылые Anaphes chrysomelae (из семейства Mymaridae) откладывают яйца в личинок жуков; личинки двукрылых — Macquartia dispar, Macquartia tenebricosa, Macquartia tessellum и Meigenia dorsalis — являются эндопаразитами личинок жуков.